# Gummel-Zahl
Die Gummel-Zahl (englisch gummel number) {\displaystyle G_{\mathrm {B} }} ist in der Halbleiterschaltungstechnik ein Maß für den Emitter-Wirkungsgrad. Sie gibt Aufschluss über die Stromverstärkung bei Bipolartransistoren.
Benannt wurde diese Größe nach Hermann Gummel, der mit dem ebenfalls nach ihm benannten Gummel-Plot auch eine Möglichkeit zu ihrer experimentellen Bestimmung angab.

## Definition und Anwendung
Die Gummel-Zahl ist definiert als das Integral über die Dotierstoffkonzentration in der Basis eines Transistors.
{\displaystyle G_{\mathrm {B} }=\int _{0}^{W}N_{\mathrm {B} }(x)\mathrm {d} x}
Hierbei ist {\displaystyle W} die Weite des quasineutralen Basisgebietes und {\displaystyle N_{\mathrm {B} }(x)} die i. a. inhomogene Basisdotierung.
Die Gummel-Zahl wird benötigt zur Berechnung des Kollektorstromes von Bipolartransistoren (Gummel-Poon-Modell), bei denen aufgrund einer inhomogenen Basisdotierung neben der Diffusion auch die Drift in dem vom Dotierstoffgradienten verursachten elektrischen Feld zum Stromtransport beiträgt. Typische Werte liegen bei ca. 1012 Dotierstoffatomen pro Quadratzentimeter.